# Unió Esportiva Cornellà
La Unió Esportiva Cornellà S. A. E. és el club de futbol més destacat de la ciutat de Cornellà de Llobregat, fundat el 1923, i que actualment juga a Segona Federació. Juga els partits com a local al Nou Camp Municipal, que té capacitat per a 1,500 espectadors.

## Història
L'antecessor de la UE Cornellà, neix el 15 d'abril de 1923 amb el nom de Futbol Club Cables Elèctrics, i que el mateix any ja competeix amb el nom d'Atlètic Cornellà FC. En aquests primers anys, al club, també es practicava el ciclisme i l'atletisme. L'any 1931 el club passa a anomenar-se Futbol Club Cornellà.
Passada la guerra, el futbol és un esport precari i per tal de donar un nou impuls al club, el 29 d'abril de 1951 el club es fusiona amb l'Atlètic Padró i l'Acadèmia Junyent per formar l'actual Unió Esportiva Cornellà, presidit per Pere Junyent, i promogut per Constanci Pérez. La temporada 1967-68, s'incorpora al club el col·legi Sant Miquel, que aportarà clubs pel futbol base. A finals dels vuitanta s'integren al club dues noves entitats, la Gavarra i la Peña Españolista Onubense. L'any 1985 es crea l'Escola de Futbol Cornellà, dedicada a la promoció del futbol base.
La dècada de 2010, sota la presidència d'Àlex Talavera, exporter de futbol, el club es va consolidar a Segona B, amb alguna opció d'ascens a segona. L'estadi municipal no disposa de gespa natural i una enllumenat artificial de 600 luxes, requisits per a poder jugar en Primera Federació, i el 2022, quan la Unió Esportiva Cornellà va ascendir-hi, va haver de jugar al Stage Front Stadium, i després de jugar els dos primers partits de la temporada 2023-2024 a la Ciutat Esportiva Dani Jarque de Sant Adrià de Besòs, va arribar a un acord amb l'ajuntament de Palamós per jugar a l'Estadi Municipal de Palamós - Costa Brava.
Actualment, el club disposa d'un ampli futbol base, i ha aportat gran diversitat de jugadors a altres equips de tots els nivells de futbol, com per exemple Jordi Alba, qui posteriorment va arribar al primer equip del FC Barcelona.

## Temporades
Comptant la temporada 2024-25, el club ha militat 3 temporades a Primera RFEF, 8 a Segona Divisió B/Segona RFEF i 12 a Tercera Divisió/Tercera RFEF:
| - 1990-91: 1a Regional 2n - 1991-92: 1a Regional 1r - 1992-93: Preferent 4t - 1993-94: Preferent 3r - 1994-95: Preferent 1r - 1995-96: Preferent 1r - 1996-97: 1a Catalana 4t - 1997-98: 1a Catalana 6è - 1998-99: 1a Catalana 2n |  | - 1999-00: 3a Divisió 4t - 2000-01: 3a Divisió 15è - 2001-02: 3a Divisió 18è - 2002-03: 1a Catalana 1r - 2003-04: 3a Divisió 10è - 2004-05: 3a Divisió 16è - 2005-06: 3a Divisió 17è - 2006-07: 1a Catalana 6è - 2007-08: 1a Catalana 1r |  | - 2008-09: 3a Divisió 12è - 2009-10: 3a Divisió 5è - 2010-11: 3a Divisió 8è - 2011-12: 3a Divisió 5è - 2012-13: 3a Divisió 2n - 2013-14: 3a Divisió 1r - 2014-15: 2a Divisió B 15è - 2015-16: 2a Divisió B 5è - 2016-17: 2a Divisió B 9è |  | - 2017-18: 2a Divisió B 4t - 2018-19: 2a Divisió B 4t - 2019-20: 2a Divisió B 4t - 2020-21: 2a Divisió B 5è - 2021-22: 1a RFEF 14è - 2022-23: 1a RFEF 11è - 2023-24: 1a RFEF 18è - 2024-25: 2a RFEF |

## Jugadors destacats
| - Tha'er Bawab (juvenil) - \| Keita Baldé (juvenil) - Jordi Alba (juvenil) - Rubén Miño (juvenil) - Ignasi Miquel (juvenil) - Xavi Moro - David Raya (juvenil) - Víctor Ruiz (juvenil) - Enric Vallès |